# ハルジオンが咲く頃
『ハルジオンが咲く頃』（ハルジオンがさくころ）は、日本の女性アイドルグループ乃木坂46の楽曲。2016年3月23日に乃木坂46の14作目のシングルとしてN46Div.から発売された。秋元康が作詞、Akira SunsetとAPAZZIが作曲した。楽曲のセンターポジションは今作をもってグループを卒業する深川麻衣が初めて務めた。

## 背景とリリース

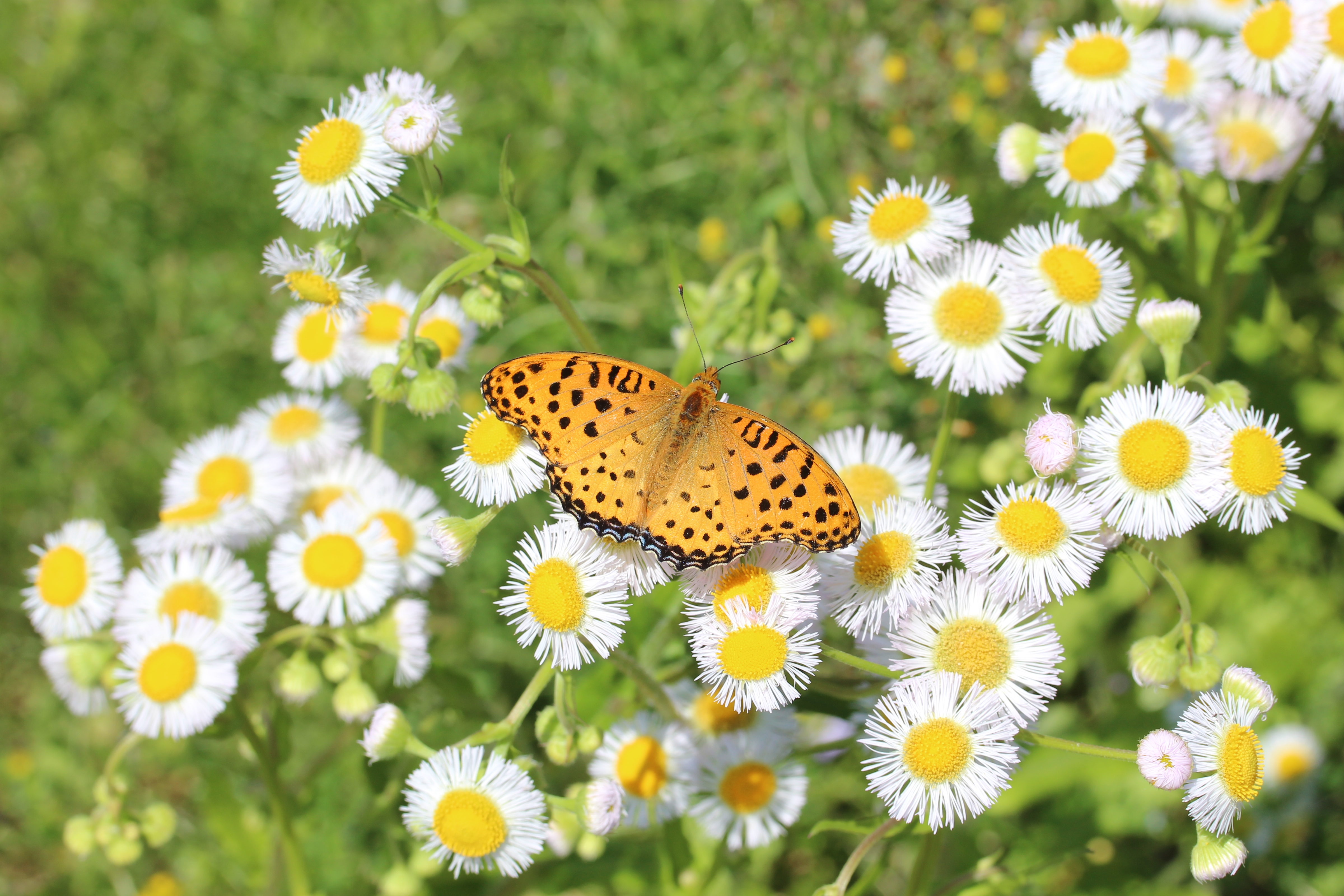
白い花をつける帰化植物のハルジオン（開花時期は4月 - 6月）

DVD付属のType-A・B・C・D、CDのみの通常盤の5形態で発売。前作「今、話したい誰かがいる」から約5か月ぶりのシングルとなった。
表題曲「ハルジオンが咲く頃」は、センターを務め、今作をもってグループを卒業する深川麻衣をイメージした曲。橋本奈々未によれば、本作の選抜発表後、いつもはスタッフから「このメンバーで戦っていきます」と言われるところを「今回はみんなで思い出を作りましょう」と言われたという。楽曲は、前作「今、話したい誰かがいる」に引き続きAkira Sunset・APAZZIのペアが作編曲を担当しており、総勢20名のストリングスとEDMのマッシュアップになっている。振付の最後で堀未央奈にバトンタッチする演出があるが、これは「これからの未来を次の世代に託す」という意味が込められている。

## プロモーション
ヒット祈願キャンペーンとして、『乃木坂工事中』で生田絵梨花がグアムで4,200メートルの高さからスカイダイビングを行った。

## アートワーク
| Type-A 表 | 深川麻衣                                                         |
| Type-A 裏 | 深川麻衣                                                         |
| Type-B 表 | 西野七瀬・橋本奈々未・白石麻衣・生田絵梨花                       |
| Type-B 裏 | 選抜メンバー                                                     |
| Type-C 表 | 高山一実・松村沙友理・生駒里奈・衛藤美彩・秋元真夏・堀未央奈     |
| Type-C 裏 | アンダーメンバー                                                 |
| Type-D 表 | 伊藤万理華・井上小百合・星野みなみ・齋藤飛鳥・桜井玲香・若月佑美 |
| Type-D 裏 | アンダーメンバー                                                 |
| 通常盤 表 | 選抜メンバー                                                     |
| 通常盤 裏 | アンダーメンバー                                                 |

CDジャケットは「乃木坂46の等身大の姿を撮影してもらう」をコンセプトに、ハルジオンの花言葉「追想の愛」や「雑多な環境にも芽を出す」にちなみ、メンバーにとって縁や思い入れ深い3か所で3日間にわたって撮影された。撮影はフィルム撮影を多く用い、深川麻衣は地元の静岡県、選抜メンバーは東京・渋谷や『真夏の全国ツアー2014』『真夏の全国ツアー2015』のファイナル公演を開催し、"聖地"とされている明治神宮野球場で実施された。撮影は長年高校生を撮り続けている写真家の小野啓が担当した。また『週刊プレイボーイ』の2016年4月4日号では付録として深川麻衣を写した今作の着せ替えアザージャケットが手に入った。

## チャート成績
本作は2016年4月4日付のオリコン週間CDシングルランキングで初登場1位を獲得した。オリコン週間CDシングルランキングにおける乃木坂46のシングル1位獲得は「おいでシャンプー」から13作連続、通算13作目となった。初動売上は74万9706枚を記録し、前作「今、話したい誰かがいる」の累積売上を初動売上の時点で既に上回り、自己最高記録を更新した。その後、2016年3月度のオリコン月間CDシングルランキングで推定売上枚数77万1944枚を記録し、月間2位を獲得した。

## ミュージック・ビデオ
ハルジオンが咲く頃
監督：山戸結希、劇中振付：菅尾なぎさ
2月上旬に長野県松本市の旧松本高等学校本館（国指定重要文化財）で撮影された。大正時代の歌劇団を卒業する女性役を深川麻衣が演じ、歌劇団に残るメンバーの気持ちと、それを知らずに入団してくる新入生役・堀未央奈とのやりとりが描かれている。さらに、大正と現代を行き来するシーンを通じて、深川が卒業する今の乃木坂46へと繋がっていく演出が施されている。
強がる蕾
監督：真壁幸紀
2月上旬に神奈川県横須賀市で撮影された。テーマは「別れと新たな旅立ち」で、深川麻衣の故郷・静岡県を思い浮かばせる景色の中、廃材からアート作品をつくるひとりの女性・深川麻衣が、海でペルー人の流した「光るクラゲが観たい」というボトルメールを発見し、その夢の叶えようと光るクラゲを探し始めるが、最終的に自分で光るクラゲを作り、その写真をボトルメールに託して海へ流すというストーリー。歌詞は、静岡県から東京都へ上京してきた深川麻衣の決意と重なるような内容になっていると同時に、強がる莟のように花開いてはいないけれども、乃木坂46という恵まれた環境から飛び出し、不安を抱きながらも未知なる世界へと歩み出そうとする深川麻衣の姿をとらえている。
急斜面
監督：番場秀一
2月中旬に神奈川県横浜市のスタジオなどで撮影された。代々ドラムを家業とする女ドラマーの家系に生まれた白石麻衣が、幼い頃からドラマーのエリートとして育てられてきたものの上手に演奏することができず、辞めようと決意するが、バンド仲間の橋本奈々未・松村沙友理の友情に支えられ、急斜面のような壁を3人で乗り越えていくストーリー。学生時代にドラムを習った経験のある白石麻衣は、ドラムが下手な役を演じるにあたって苦労した。
釣り堀
監督：永田琴
2月下旬に東京都杉並区の釣り堀・武蔵野園で撮影された。悲しいことや辛いことがあったときの逃げ場所として釣り堀を訪れる女性の心情を描いている。ミュージック・ビデオには田中要次・水間ロン・見田諭が出演した。釣り堀が初体験の西野七瀬は竿の扱い方や釣り方を学んだ上で撮影に挑んだ。
不等号
監督：池田千尋
2月上旬に埼玉県の民家で撮影された。恋する少女の物語で、姿が見えないために想いを伝えることができない少女の葛藤と、受け入れるしかない現実を描いている。
遥かなるブータン
東京・上野の上野の森美術館で開催された「ブータン展」で撮影された。乃木坂46時間TV第2弾の企画コーナーとして、生田絵梨花・伊藤万理華を中心としたメンバー発信のもと制作された。6月23日から公式YouTubeチャンネルで公開され、2020年9月に発売されたミュージック・ビデオ集『ALL MV COLLECTION2〜あの時の彼女たち〜』に収録されて初パッケージ化となった。

## メディアでの使用
ハルジオンが咲く頃
スマホアプリ『sizebook』のCMソング。
allfuz『乃木恋〜坂道の下で、あの日僕は恋をした〜』のCMソング。

## シングル収録トラック

### Type-A
| #         | タイトル                              | 作詞      | 作曲                         | 編曲                 | 時間  |
| --------- | ------------------------------------- | --------- | ---------------------------- | -------------------- | ----- |
| 1.        | 「ハルジオンが咲く頃」                | 秋元康    | Akira Sunset、APAZZI         | Akira Sunset、APAZZI | 5:29  |
| 2.        | 「遥かなるブータン」                  | 秋元康    | ツキダタダシ                 | ha-j                 | 4:38  |
| 3.        | 「強がる蕾」                          | 秋元康    | 大貫和紀、河原レオ、高木龍一 | Carlos K.            | 4:46  |
| 4.        | 「ハルジオンが咲く頃 off vocal ver.」 |           | Akira Sunset、APAZZI         | Akira Sunset、APAZZI | 5:29  |
| 5.        | 「遥かなるブータン off vocal ver.」   |           | ツキダタダシ                 | ha-j                 | 4:38  |
| 6.        | 「強がる蕾 off vocal ver.」           |           | 大貫和紀、河原レオ、高木龍一 | Carlos K.            | 4:45  |
| 合計時間: | 合計時間:                             | 合計時間: | 合計時間:                    | 合計時間:            | 29:45 |

| #         | タイトル                                         | 作詞      | 作曲・編曲 | 監督     | 時間  |
| --------- | ------------------------------------------------ | --------- | ---------- | -------- | ----- |
| 1.        | 「ハルジオンが咲く頃 Music Video」               |           |            | 山戸結希 | 6:42  |
| 2.        | 「強がる蕾 Music Video」                         |           |            | 真壁幸紀 | 4:55  |
| 3.        | 「深川麻衣 ドキュメンタリー 〜永遠はないから〜」 |           |            | 湯浅弘章 | 54:36 |
| 合計時間: | 合計時間:                                        | 合計時間: | 66:13      |          |       |

### Type-B
| #         | タイトル                              | 作詞      | 作曲                   | 編曲                 | 時間  |
| --------- | ------------------------------------- | --------- | ---------------------- | -------------------- | ----- |
| 1.        | 「ハルジオンが咲く頃」                | 秋元康    | Akira Sunset、APAZZI   | Akira Sunset、APAZZI | 5:29  |
| 2.        | 「遥かなるブータン」                  | 秋元康    | ツキダタダシ           | ha-j                 | 4:38  |
| 3.        | 「急斜面」                            | 秋元康    | FURUTA、Yasutaka Ishio | 重永亮介             | 3:46  |
| 4.        | 「ハルジオンが咲く頃 off vocal ver.」 |           | Akira Sunset、APAZZI   | Akira Sunset、APAZZI | 5:29  |
| 5.        | 「遥かなるブータン off vocal ver.」   |           | ツキダタダシ           | ha-j                 | 4:38  |
| 6.        | 「急斜面 off vocal ver.」             |           | FURUTA、Yasutaka Ishio | 重永亮介             | 3:45  |
| 合計時間: | 合計時間:                             | 合計時間: | 合計時間:              | 合計時間:            | 27:45 |

| #         | タイトル                           | 作詞      | 作曲・編曲 | 監督               | 時間 |
| --------- | ---------------------------------- | --------- | ---------- | ------------------ | ---- |
| 1.        | 「ハルジオンが咲く頃 Music Video」 |           |            | 山戸結希           | 6:42 |
| 2.        | 「急斜面 Music Video」             |           |            | 番場秀一           | 3:49 |
| 3.        | 「秋元真夏」                       |           |            | 中曽根広樹         | 4:06 |
| 4.        | 「伊藤かりん」                     |           |            | 高階謙             | 4:06 |
| 5.        | 「伊藤純奈」                       |           |            | 西野圭亮、池田一真 | 4:38 |
| 6.        | 「北野日奈子」                     |           |            | 中里耕介           | 4:10 |
| 7.        | 「齋藤飛鳥」                       |           |            | 近藤大介           | 4:23 |
| 8.        | 「相楽伊織」                       |           |            | 川島直人           | 4:05 |
| 9.        | 「桜井玲香」                       |           |            | 松本壮史           | 4:39 |
| 10.       | 「新内眞衣」                       |           |            | 澤口明宏           | 4:04 |
| 11.       | 「高山一実」                       |           |            | 西井舞             | 3:54 |
| 12.       | 「中元日芽香」                     |           |            | 大澤健太郎         | 3:57 |
| 13.       | 「西野七瀬」                       |           |            | 月田茂、柴谷麻以   | 4:31 |
| 14.       | 「能條愛未」                       |           |            | 小田学             | 4:27 |
| 合計時間: | 合計時間:                          | 合計時間: | 61:31      |                    |      |

### Type-C
| #         | タイトル                              | 作詞      | 作曲                 | 編曲                 | 時間  |
| --------- | ------------------------------------- | --------- | -------------------- | -------------------- | ----- |
| 1.        | 「ハルジオンが咲く頃」                | 秋元康    | Akira Sunset、APAZZI | Akira Sunset、APAZZI | 5:29  |
| 2.        | 「遥かなるブータン」                  | 秋元康    | ツキダタダシ         | ha-j                 | 4:38  |
| 3.        | 「釣り堀」                            | 秋元康    | Bush-I               | APAZZI               | 4:29  |
| 4.        | 「ハルジオンが咲く頃 off vocal ver.」 |           | Akira Sunset、APAZZI | Akira Sunset、APAZZI | 5:29  |
| 5.        | 「遥かなるブータン off vocal ver.」   |           | ツキダタダシ         | ha-j                 | 4:38  |
| 6.        | 「釣り堀 off vocal ver.」             |           | Bush-I               | APAZZI               | 4:28  |
| 合計時間: | 合計時間:                             | 合計時間: | 合計時間:            | 合計時間:            | 29:11 |

| #         | タイトル                           | 作詞      | 作曲・編曲 | 監督               | 時間 |
| --------- | ---------------------------------- | --------- | ---------- | ------------------ | ---- |
| 1.        | 「ハルジオンが咲く頃 Music Video」 |           |            | 山戸結希           | 6:42 |
| 2.        | 「釣り堀 Music Video」             |           |            | 永田琴             | 6:28 |
| 3.        | 「生田絵梨花」                     |           |            | 吉開菜央           | 4:27 |
| 4.        | 「生駒里奈」                       |           |            | 中村太洸           | 4:49 |
| 5.        | 「伊藤万理華」                     |           |            | 頃安祐良           | 4:51 |
| 6.        | 「井上小百合」                     |           |            | 伊江なつき         | 4:04 |
| 7.        | 「衛藤美彩」                       |           |            | 大久保拓朗         | 4:36 |
| 8.        | 「川後陽菜」                       |           |            | 中川英明、塚本祐介 | 4:24 |
| 9.        | 「斉藤優里」                       |           |            | ZUMI、荒船泰廣     | 5:05 |
| 10.       | 「佐々木琴子」                     |           |            | 安部裕之           | 4:44 |
| 11.       | 「白石麻衣」                       |           |            | 今泉力哉           | 4:21 |
| 12.       | 「寺田蘭世」                       |           |            | 森田一平           | 4:02 |
| 13.       | 「山崎怜奈」                       |           |            | 森澤透馬           | 4:06 |
| 14.       | 「渡辺みり愛」                     |           |            | タナカシンゴ       | 4:09 |
| 合計時間: | 合計時間:                          | 合計時間: | 66:48      |                    |      |

### Type-D
| #         | タイトル                              | 作詞      | 作曲                 | 編曲                 | 時間  |
| --------- | ------------------------------------- | --------- | -------------------- | -------------------- | ----- |
| 1.        | 「ハルジオンが咲く頃」                | 秋元康    | Akira Sunset、APAZZI | Akira Sunset、APAZZI | 5:29  |
| 2.        | 「遥かなるブータン」                  | 秋元康    | ツキダタダシ         | ha-j                 | 4:38  |
| 3.        | 「不等号」                            | 秋元康    | 福田貴史             | 福田貴史             | 4:17  |
| 4.        | 「ハルジオンが咲く頃 off vocal ver.」 |           | Akira Sunset、APAZZI | Akira Sunset、APAZZI | 5:29  |
| 5.        | 「遥かなるブータン off vocal ver.」   |           | ツキダタダシ         | ha-j                 | 4:38  |
| 6.        | 「不等号 off vocal ver.」             |           | 福田貴史             | 福田貴史             | 4:16  |
| 合計時間: | 合計時間:                             | 合計時間: | 合計時間:            | 合計時間:            | 28:47 |

| #         | タイトル                           | 作詞      | 作曲・編曲 | 監督                   | 時間 |
| --------- | ---------------------------------- | --------- | ---------- | ---------------------- | ---- |
| 1.        | 「ハルジオンが咲く頃 Music Video」 |           |            | 山戸結希               | 6:42 |
| 2.        | 「不等号 Music Video」             |           |            | 池田千尋               | 7:30 |
| 3.        | 「川村真洋」                       |           |            | 三枝友彦               | 3:57 |
| 4.        | 「斎藤ちはる」                     |           |            | 節田朋一郎             | 4:33 |
| 5.        | 「鈴木絢音」                       |           |            | あないかずひさ         | 4:06 |
| 6.        | 「中田花奈」                       |           |            | クドウナオヤ、高島夏来 | 4:29 |
| 7.        | 「橋本奈々未」                     |           |            | 山岸聖太               | 4:50 |
| 8.        | 「樋口日奈」                       |           |            | 森岡龍                 | 4:21 |
| 9.        | 「深川麻衣」                       |           |            | 安部裕之               | 4:31 |
| 10.       | 「星野みなみ」                     |           |            | 若松雅也               | 4:05 |
| 11.       | 「堀未央奈」                       |           |            | 森翔太                 | 5:01 |
| 12.       | 「松村沙友理」                     |           |            | 伊藤衆人               | 4:36 |
| 13.       | 「若月佑美」                       |           |            | 山田篤宏               | 4:50 |
| 14.       | 「和田まあや」                     |           |            | 島田欣征               | 4:40 |
| 合計時間: | 合計時間:                          | 合計時間: | 68:11      |                        |      |

### 通常盤
| #         | タイトル                              | 作詞      | 作曲                 | 編曲                 | 時間  |
| --------- | ------------------------------------- | --------- | -------------------- | -------------------- | ----- |
| 1.        | 「ハルジオンが咲く頃」                | 秋元康    | Akira Sunset、APAZZI | Akira Sunset、APAZZI | 5:29  |
| 2.        | 「遥かなるブータン」                  | 秋元康    | ツキダタダシ         | ha-j                 | 4:38  |
| 3.        | 「憂鬱と風船ガム」                    | 秋元康    | HIROTOMO、Dr.Lilcom  | APAZZI               | 4:04  |
| 4.        | 「ハルジオンが咲く頃 off vocal ver.」 |           | Akira Sunset、APAZZI | Akira Sunset、APAZZI | 5:29  |
| 5.        | 「遥かなるブータン off vocal ver.」   |           | ツキダタダシ         | ha-j                 | 4:38  |
| 6.        | 「憂鬱と風船ガム off vocal ver.」     |           | HIROTOMO、Dr.Lilcom  | APAZZI               | 4:03  |
| 合計時間: | 合計時間:                             | 合計時間: | 合計時間:            | 合計時間:            | 28:21 |

### Special Edition
| #         | タイトル               | 作詞      | 作曲                         | 編曲                 | 時間  |
| --------- | ---------------------- | --------- | ---------------------------- | -------------------- | ----- |
| 1.        | 「ハルジオンが咲く頃」 | 秋元康    | Akira Sunset、APAZZI         | Akira Sunset、APAZZI | 5:29  |
| 2.        | 「遥かなるブータン」   | 秋元康    | ツキダタダシ                 | ha-j                 | 4:38  |
| 3.        | 「強がる蕾」           | 秋元康    | 大貫和紀、河原レオ、高木龍一 | Carlos K.            | 4:46  |
| 4.        | 「急斜面」             | 秋元康    | FURUTA、Yasutaka Ishio       | 重永亮介             | 3:46  |
| 5.        | 「釣り堀」             | 秋元康    | Bush-I                       | APAZZI               | 4:29  |
| 6.        | 「不等号」             | 秋元康    | 福田貴史                     | 福田貴史             | 4:17  |
| 7.        | 「憂鬱と風船ガム」     | 秋元康    | HIROTOMO、Dr.Lilcom          | APAZZI               | 4:04  |
| 合計時間: | 合計時間:              | 合計時間: | 合計時間:                    | 合計時間:            | 31:29 |

## 歌唱メンバー

### ハルジオンが咲く頃
（センター：深川麻衣）
- 3列目：桜井玲香、若月佑美、松村沙友理、生駒里奈、伊藤万理華、井上小百合、堀未央奈[12]
- 2列目：齋藤飛鳥、高山一実、衛藤美彩、秋元真夏、星野みなみ[12]
- 1列目：橋本奈々未、西野七瀬、深川麻衣、白石麻衣、生田絵梨花[12]

今作は前作「今、話したい誰かがいる」選抜メンバーに堀の1名を加え、9th「夏のFree&Easy」以来4作ぶりの17人選抜である。福神は前回に引き続き、1列目と2列目を合わせた10人が「十福神」となる。前作からの入れ替えメンバーはおらず、堀は11th「命は美しい」以来の3作ぶりの選抜復帰。また、今作の活動を持って深川麻衣がグループを卒業した。

### 遥かなるブータン
（センター：生田絵梨花）
- 生田絵梨花、伊藤万理華、衛藤美彩、齋藤飛鳥、堀未央奈、若月佑美[52]

### 強がる蕾
- 深川麻衣[52]

### 急斜面
- 白石麻衣、橋本奈々未、松村沙友理[52]

### 釣り堀
- 西野七瀬[52]

### 不等号
（センター：中元日芽香）
- 伊藤かりん、伊藤純奈、川後陽菜、川村真洋、北野日奈子、斎藤ちはる、斉藤優里、相楽伊織、佐々木琴子、新内眞衣、鈴木絢音、寺田蘭世、中田花奈、中元日芽香、能條愛未、樋口日奈、山崎怜奈、渡辺みり愛、和田まあや

アンダーメンバーによる楽曲。

### 憂鬱と風船ガム
（センター：星野みなみ）
- 秋元真夏、生駒里奈、井上小百合、桜井玲香、高山一実、星野みなみ[52]